# Geometra promissaria
Geometra promissaria är en fjärilsart som beskrevs av Otto Staudinger 1897. Geometra promissaria ingår i släktet Geometra och familjen mätare. Inga underarter finns listade i Catalogue of Life.